# Wilhelm von und zu Egloffstein

Wilhelm von Egloffstein als Gouverneur von Straßburg

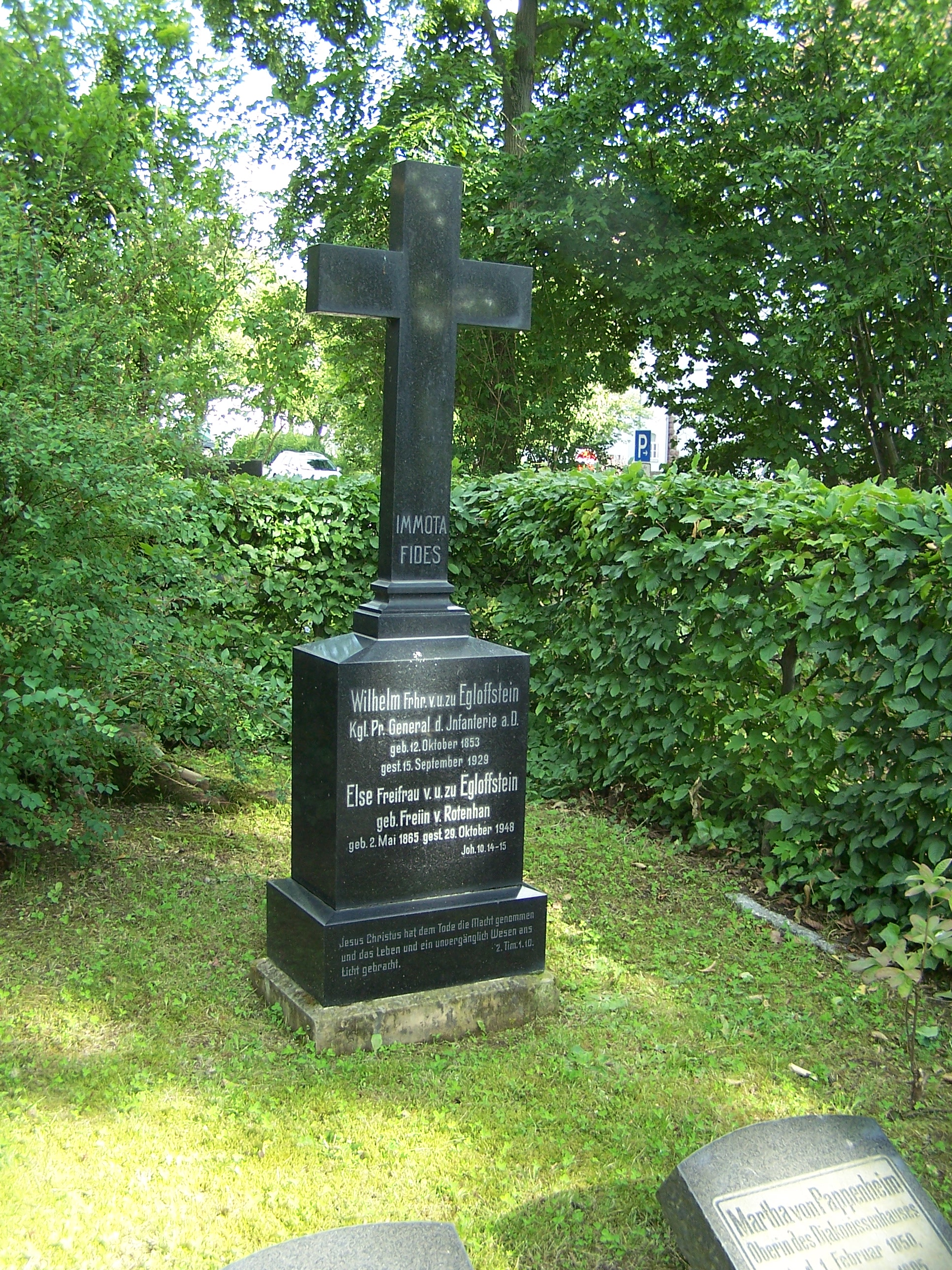
Familiengrab auf dem Eisenacher Diakonissen-Friedhof

Wilhelm Ernst Karl Freiherr von und zu Egloffstein (* 12. Oktober 1853 in Weimar; † 15. September 1929) war ein preußischer General der Infanterie.

## Leben

### Herkunft
Wilhelm entstammte dem Adelsgeschlecht von Egloffstein. Er war der Sohn des Oberlandesgerichtspräsidenten in Jena Julius von Egloffstein (1809–1884) und dessen Ehefrau Marie, geborene Vitzthum von Egersberg (1817–1885). Seine Brüder Klaus (1844–1933) und Heinrich (1845–1914) stiegen auch zu Generalen der Infanterie auf.

### Militärkarriere
Egloffstein trat zunächst am 3. Mai 1870 als Kadett in die Marine des Norddeutschen Bundes ein. Kurz vor dem Beginn des Krieges gegen Frankreich ließ er sich zur Landarmee beurlauben und kam als Fahnenjunker in das 1. Magdeburgische Infanterie-Regiment Nr. 26. Für sein Verhalten während der Kämpfe bei Beaumont erhielt Egloffstein das Eiserne Kreuz II. Klasse. Er nahm außerdem an der Schlacht von Sedan sowie der Belagerung von Paris teil und wurde zwischenzeitlich am 28. Dezember 1870 zum Sekondeleutnant befördert.
Nach dem Vorfrieden von Versailles wurde Egloffstein am 19. März 1871 auf sein Gesuch hin aus der Marine entlassen, um weiterhin Dienst in der Armee leisten zu können. Zur weiteren Ausbildung absolvierte er von Oktober 1875 bis Ende Juli 1878 die Kriegsakademie. Als Premierleutnant war er ab Mitte Mai 1880 auf ein Jahr zum Großen Generalstab kommandiert. Im Anschluss daran fungierte Egloffstein bis 20. November 1882 als Regimentsadjutant und wurde dann als Adjutant zur 11. Infanterie-Brigade kommandiert. Unter Belassung in diesem Kommando versetzte man ihn am 14. März 1885 in das 1. Hanseatische Infanterie-Regiment Nr. 75. Am 14. April 1885 avancierte er zum Hauptmann und war vom 16. September 1885 bis zum 21. Mai 1889 als Kompaniechef im Oldenburgischen Infanterie-Regiment Nr. 91 tätig. Daran schloss sich eine Verwendung als Adjutant beim Generalkommando des VII. Armee-Korps an. Hier stieg Egloffstein am 17. April 1890 zum Major auf, kam am 16. Mai 1891 in das 3. Garde-Grenadier-Regiment Königin Elisabeth und wurde am 19. September 1891 zum Kommandeur des II. Bataillons ernannt. Unter Stellung à la suite des Regiments erfolgte am 8. Juli 1893 seine Ernennung zum persönlichen Adjutanten des Prinzen Albrecht von Preußen. Als Oberstleutnant rückte Egloffstein am 22. März 1897 in den Regimentsstab auf. Er wurde am 27. Januar 1898 zum Militärkabinett kommandiert und am 5. März 1898 unter Stellung à la suite zum Abteilungschef im Militärkabinett ernannt. In dieser Eigenschaft wurde er am 27. Januar 1899 Oberst. Kurzzeitig kehrte Egloffstein vom 24. August bis zum 24. September 1901 in den Truppendienst zurück, um in Vertretung das Regiment zu kommandieren. Am 14. November 1901 erhielt er Rang und Gebührnisse als Brigadekommandeur. Egloffstein wurde am 22. April 1902 zum Generalmajor befördert und war vom 19. Juni 1902 bis zum 12. Februar 1906 Kommandeur der 3. Garde-Infanterie-Brigade. Anschließend beauftragte man ihn mit der Führung der 20. Division und ernannte ihn am 20. März 1906 unter gleichzeitiger Beförderung zum Generalleutnant zum Kommandeur dieses Großverbandes in Hannover. Von diesem Posten wurde er am 26. Januar 1910 entbunden, zum Gouverneur von Straßburg ernannt und in dieser Stellung am 12. April 1910 zum General der Infanterie befördert. Anlässlich des Ordensfestes verlieh ihm Wilhelm II. am 18. Januar 1912 den Roten Adlerorden I. Klasse mit Eichenlaub. In Genehmigung seines Abschiedsgesuches wurde Egloffstein am 22. März 1913 mit der gesetzlichen Pension zur Disposition und gleichzeitig in Würdigung seiner Verdienste à la suite des Infanterie-Regiments „Fürst Leopold von Anhalt-Dessau“ (1. Magdeburgisches) Nr. 26 gestellt.
Mit Ausbruch des Ersten Weltkriegs wurde Egloffstein als z.D.-Offizier wiederverwendet und am 2. August 1914 zum Kommandierenden General des VIII. Reserve-Korps ernannt. Mit diesem Korps nahm er im Verbund mit der 4. Armee an den Kämpfen an der Westfront teil, bis er das Kommando Anfang Januar 1915 an seinen Nachfolger Generalleutnant Paul Fleck übergab. Anschließend blieb Egloffstein ohne Verwendung. Erst am 25. August 1917 wurde er zum Kommandierenden General des Stellvertretenden Generalkommandos des VII. Armee-Korps ernannt und bekleidete diese Stellung bis über das Ende des Krieges hinaus. Am 15. Dezember 1918 wurde seine Mobilmachungsbestimmung aufgehoben.
Er war Rechtsritter des Johanniterordens.

### Straßburger Köpenickiade

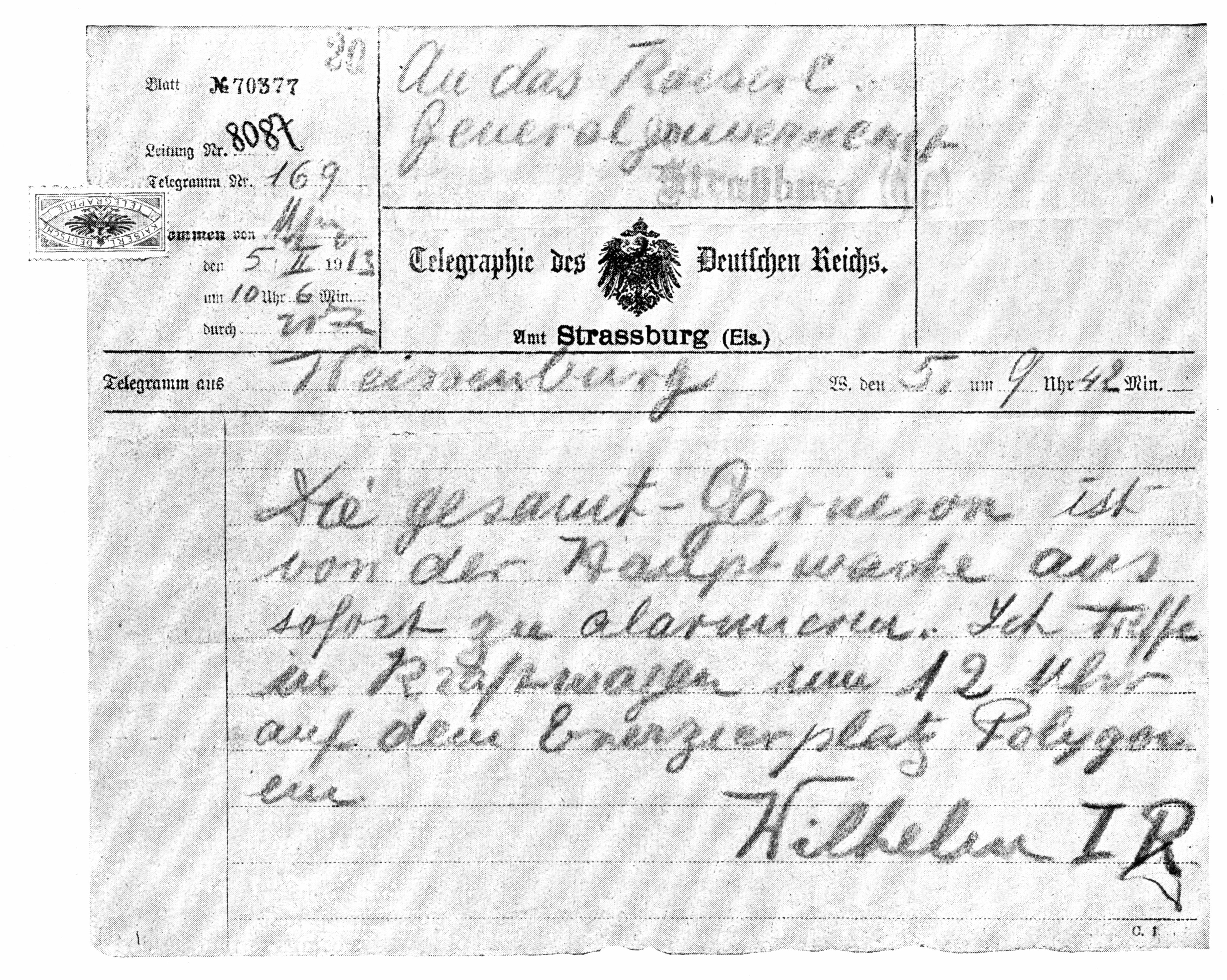
Das gefälschte Telegramm, das Egloffsteins Karriere vorzeitig beendete.

Egloffstein gehörte zu den Protagonisten eines karnevalesken Streichs, der ihn am Aschermittwoch 1913 der öffentlichen Lächerlichkeit preisgab und zu seinem Rücktrittsgesuch führte. Der wegen psychischer Auffälligkeiten beurlaubte Zahlmeisteraspirant August Wolter hatte sich als Postbeamter verkleidet und am Morgen des 5. Februar 1913 im Gouvernement ein fingiertes Telegramm abgegeben, in dem Kaiser Wilhelm II. seinen angeblichen Besuch „um 12 Uhr auf dem Exerzierplatz“ ankündigte. Daraufhin mobilisierte Egloffstein die gesamte Garnison einschließlich sämtlicher Außenforts der Festung Straßburg und ließ zusammen mit Max von Fabeck, dem Kommandierenden General des XV. Armee-Korps, dessen Hauptquartier sich in Straßburg befand, 18.000 Soldaten und Offiziere auf dem Paradefeld vor dem Straßburger Kaiserpalast in Erwartung des vermeintlichen Kaiserbesuchs Aufstellung nehmen. Die Stadt wurde festlich beflaggt und eine große Menschenmenge erwartete den Herrscher bis in die Nachmittagsstunden. Auch der Kaiserliche Statthalter von Elsass-Lothringen Graf von Wedel sowie Prinz Joachim von Preußen, ein Sohn Kaiser Wilhelms II., der zu dieser Zeit in Straßburg studierte, hatten sich in Erwartung des Besuchs zum Schloss begeben. Erst nachträglich fand Egloffstein durch telegraphisches Nachfragen in Berlin heraus, dass es sich um einen Scherz gehandelt hatte und dass sich Wilhelm an diesem Tag in Wirklichkeit mehr als 1000 Kilometer entfernt in Königsberg in Ostpreußen aufhielt und dort ein Denkmal einweihte. Die Episode wurde vielfach mit der Köpenickiade des Schusters Wilhelm Voigt verglichen und erregte Aufsehen in Deutschland und Frankreich. General von Egloffstein als Hauptbetroffener reichte daraufhin seinen Rücktritt ein, während General von Fabeck zu einem anderen Armee-Korps versetzt wurde. Wolter wurde in ein Irrenhaus eingewiesen. Egloffsteins unvorsichtiges Verhalten und seine Pensionsansprüche in Höhe von jährlich 19.000 Mark (kaufkraftbereinigt in heutiger Währung: rund 125.000 Euro) wurden im April in einer Debatte im Reichstag von dem Sozialdemokraten Daniel Stücklen scharf kritisiert. Hervorgehoben wurde die fahrlässige Entblößung der Straßburger Forts, die unter anderen Umständen leicht zur Einnahme der Stadt durch die Franzosen geführt haben könnte, wenn es sich bei dem gefälschten Telegramm nicht um einen Prank, sondern eine Kriegslist gehandelt hätte. Egloffsteins Nachfolger als Gouverneur von Straßburg wurde General Magnus von Eberhardt.

### Familie
Egloffstein hatte sich am 2. Oktober 1883 in Rentweinsdorf mit Elisabeth Freiin von Rotenhan (1865–1948) verheiratet. Aus der Ehe gingen der Sohn Julius (* 26. März 1885) und die Tochter Marie (* 11. März 1887) hervor.